# Les Monarchies divines
Les Monarchies divines (titre original : Monarchies of God) est une saga de fantasy en cinq volumes écrite par Paul Kearney et publiée entre 1995 et 2002. Son pessimisme et sa dureté dans le traitement réservé aux personnages la classerait plutôt dans la Dark Fantasy. Elle se caractérise également par son monde plus proche de la Renaissance que du Moyen Âge, ses nombreuses batailles épiques et sa dimension maritime.
Les titres des cinq volumes sont Le Voyage d'Hawkwood (1995), Les Rois hérétiques (1996), Les Guerres de fer (1999), Le Second Empire (2000) et Les Vaisseaux de l'ouest (2002).

## Description du monde
L'histoire se déroule en grande partie sur le continent de Normannie (ressemblant vaguement à l'Europe de la Renaissance) qui est dominé par cinq royaumes principaux qui sont l'Almark, l'Astarac, l'Hebrion, la Perigraine et la Torunnie. Il existe aussi divers duchés et principautés ainsi que la Fimbrie, ancien empire (s'inspirant de l'Empire romain) qui a autrefois dominé le continent tout entier avant d'être déchiré par des dissensions internes et de se replier sur lui-même et qui est aujourd'hui divisé en plusieurs électorats. Cependant, l'armée fimbrienne reste la plus redoutée du continent avec celle de Torunnie. 
Les cinq royaumes principaux sont connus sous le nom de Monarchies divines et suivent les préceptes religieux du Ramusio béni (proches de la chrétienté) tels que les enseigne son Église qui exerce une grande influence sur la politique du continent depuis son centre du pouvoir, Charibon. À l'est de la Normannie se trouvent les royaumes Medruks (qui s'inspirent de l'Empire ottoman), dont le plus puissant est le sultanat d'Ostrabar, qui ont une culture et une religion bien distinctes (leur religion étant basée sur les enseignements du Prophète Ahrimuz) et ont des relations souvent conflictuelles avec les Monarchies divines.

## Résumés

### Le Voyage d'Hawkwood
Aekir, ville sainte de la religion ramusienne, vient de tomber aux mains des Medruks du sultanat d'Ostrabar après un long siège. Corfe Cear-Inaf, un déserteur persuadé que son épouse Heria est morte lors de la prise de la cité, fuit la ville en compagnie de milliers d'autres habitants. Sur le chemin de la digue d'Ormann, ultime ligne de défense du royaume de Torunnie face à l'invasion medruke, il sauve la vie d'un vieillard aveugle qui s'avère être le pontife Macrobius. Corfe, qui n'a plus rien à perdre, se distingue par ses faits d'armes sur la digue mais il ignore que son épouse est toujours en vie et est devenue l'une des concubines du sultan d'Ostrabar.
En Hebrion, à l'autre bout du continent, où la menace des Medruks paraît bien lointaine, l'Église ramusienne dirigée par le prélat Himérius pratique une purge impitoyable envers les utilisateurs de la magie, nommés "Dweomers", au grand dam du roi Abeleyn. Le conseiller de ce dernier, le mage Golophin, lui propose pour les sauver d'envoyer nombre de "Dweomers", dont son élève Bardolin, faire partie d'une expédition maritime censée découvrir le légendaire continent occidental. Cette expédition est dirigée par Murad de Galiapeno, l'ambitieux cousin du roi, qui engage le célèbre navigateur Richard Hawkwood et ses deux navires pour la mener à bon port.

### Les Rois hérétiques
Le roi Abeleyn d'Hebrion, déclaré hérétique par l'Église ramusienne et son nouveau pontife Himerius, rentre dans son royaume après l'historique Conseil des rois auquel il a pris part et qui a vu les Monarchies divines se scinder en deux parties : d'un côté l'Hebrion, la Torunnie et l'Astarac, les royaumes reconnus hérétiques par l'Église officielle; de l'autre côté l'Almark et la Perigraine qui soutiennent la puissante force que représente Himerius. Renseigné par le mage Golophin, Abeleyn s'attend à devoir reconquérir l'Hebrion par la force. 
De son côté, Corfe, promu colonel pour sa conduite à la digue d'Ormann, est envoyé dans la capitale de la Torunnie accompagner Macrobius, reconnu pontife par les rois hérétiques. Il va découvrir la Cour et ses intrigues mais il trouve une alliée de poids en la personne de la reine-mère Odelia. Et Albrec et Avila, deux moines de l'Église "officielle" de Charibon, découvrent un vieux document qui pourrait bien changer le cours de l'histoire. Pendant ce temps, sur le continent occidental, l'expédition de Murad, Hawkwood et Bardolin, après bien des déboires subis au cours du voyage, découvre un monde sauvage et hostile habité par de mystérieux magiciens qui les invitent dans leur cité où règne Aruan, un mage d'une puissance hors du commun.

### Les Guerres de fer
En Hebrion, le roi Abeleyn a triomphé des rebelles soutenus par l'Église mais est désormais dans le coma et une subtile lutte pour le pouvoir s'engage entre sa maîtresse Jemilla, qui porte son enfant (ou du moins qui est présumé tel), et sa promise Isolla, la sœur du roi d'Astarac soutenue par le mage Golophin. 
En Torunnie, Corfe et sa petite armée de sauvages des montagnes remportent contre toute attente leurs premières victoires et rentrent à Torunn où Corfe se heurte à la jalousie du roi Lofantyr. Heureusement, il peut compter sur la protection de la reine-mère Odelia qui l'envoie à la digue d'Ormann tenter l'impossible. Les moines Albrec et Avila, quant à eux, ont fui Charibon en emportant le précieux document qu'ils ont découvert et sont sauvés du froid et recueillis par une troupe de mercenaires Fimbriens venus prêter main-forte à la Torunnie. Ils apprennent ainsi que la digue d'Ormann est condamnée car les Medruks ont réussi à la contourner. Corfe fait sa jonction avec la colonne fimbrienne au moment où celle-ci est sur le point de succomber face à une armée medruk dix fois supérieure en nombre et son intervention sauve la moitié des troupes fimbriennes. Le commandant des fimbriens, Formio, se place sous l'autorité de Corfe mais la digue d'Ormann est définitivement perdue et les Torunniens vont désormais devoir défendre leur capitale.

### Le Second Empire
Sur le continent occidental, Hawkwood, Bardolin et Murad, seuls survivants de la désastreuse expédition à la cité d'Undabane, regagnent leur campement pour s'apercevoir que toute la colonie a été massacrée. Ce qui reste de l'expédition maritime n'a plus qu'à rembarquer pour regagner l'Hebrion mais ils ignorent que Bardolin est atteint de métamorphose noire et lentement corrompu par le tout-puissant mage Aruan. En Hebrion, Abeleyn est enfin sorti du coma et a repris le pouvoir grâce au pacte qu'a conclu Golophin avec Aruan, un pacte dont Golophin ne mesure pas toutes les conséquences car Aruan étend peu à peu sa toile sur le continent, affermissant notamment son pouvoir sur l'Église grâce à son pantin, le pontife Himerius. 
En Torunnie, Corfe s'occupe de réorganiser l'armée après la sanglante bataille du Roi mais une cabale de nobles et d'officiers supérieurs est bien décidée à mettre fin à son ascension. Pour asseoir l'autorité de Corfe sur la Torunnie, Odelia lui propose le mariage. Albrec est parti prêcher son message parmi les Medruks et est désormais retenu prisonnier auprès du sultan d'Ostrabar où il fait la connaissance de sa concubine Ahara, d'origine torunienne. L'ultime bataille entre les deux armées épuisées va avoir lieu.

### Les Vaisseaux de l'ouest
Voilà quinze ans que le continent normannien vit dans la paix depuis que les Medruks et la Torunnie ont mis fin à leur conflit et se sont reconnus une religion commune. Mais le mage Aruan, venu du continent occidental, a mis à profit cette période pour placer entièrement sous son contrôle l'église ramusienne et est désormais prêt à mener son armée de "Dweomers" pour sa revanche tant attendue. Hawkwood, désormais au creux de la vague car toujours en butte à la malveillance de Murad, est chargé par Golophin de construire une nouvelle flotte de guerre pour l'Hebrion afin de pouvoir repousser l'invasion redoutée. Golophin est également en contact avec Corfe, qui prépare sa propre armée en Torunnie. Mais la flotte d'Hebrion est annihilée par la magie des "Dweomers" et leurs créatures et seul Hawkwood est sauvé grâce à l'intervention de Bardolin, désormais au service d'Aruan. Corfe, hanté par ses vieux démons et tenu par la promesse faite à Odelia de marier leur fille au fils du sultan d'Ostrabar et d'Heria, est désormais le dernier obstacle sur la route d'Aruan alors qu'Hawkwood, poursuivi impitoyablement par Murad, est chargé de conduire la reine Isolla en sécurité en Torunnie ainsi que Jemilla et son fils. 

## Version remaniée
Ayant du hâter l'écriture du dernier volume de la saga, Paul Kearney s'en était montré peu satisfait et avait émis le souhait de le réécrire. En 2010, son nouvel éditeur, Solaris, a publié cette nouvelle version remaniée comprenant une centaine de pages supplémentaires. Une traduction en français aux éditions Le Livre de poche, prévue initialement pour 2012, est finalement abandonnée, les romans sortant chez cet éditeur dans leur version initiale en 2014.